# Bazylika św. Rocha w Białymstoku
Bazylika pw. św. Rocha w Białymstoku – kościół rzymskokatolicki ufundowany jako pomnik Odzyskania Niepodległości, znajdujący się na wzgórzu św. Rocha w Białymstoku, na miejscu kaplicy św. Rocha i katolickiego cmentarza z 1839 r. 

## Historia
2 lutego 1925 roku ordynariusz wileński, biskup Jerzy Matulewicz, wydał księdzu Adamowi Abramowiczowi zgodę na założenie drugiej parafii w Białymstoku i zbudowanie w niej nowego kościoła. Pod budowę wybrano porośnięte drzewami wzgórze św. Rocha, na którym znajdował się nieczynny od końca XIX wieku cmentarz z kaplicą pod tym samym wezwaniem (sprofanowane przez oddziały rosyjskie podczas powstania styczniowego). Budowę poprzedziło ogłoszenie konkursu na projekt „Świątyni Opatrzności Bożej w Białymstoku” w czasopiśmie „Architektura i Budownictwo” (14 IV 1926). Wpłynęło  76 projektów, jednak żaden z nich nie zyskał akceptacji proboszcza. Konkurs powtórzono w 1927 r. wybierając do realizacji projekt Oskara Sosnowskiego.

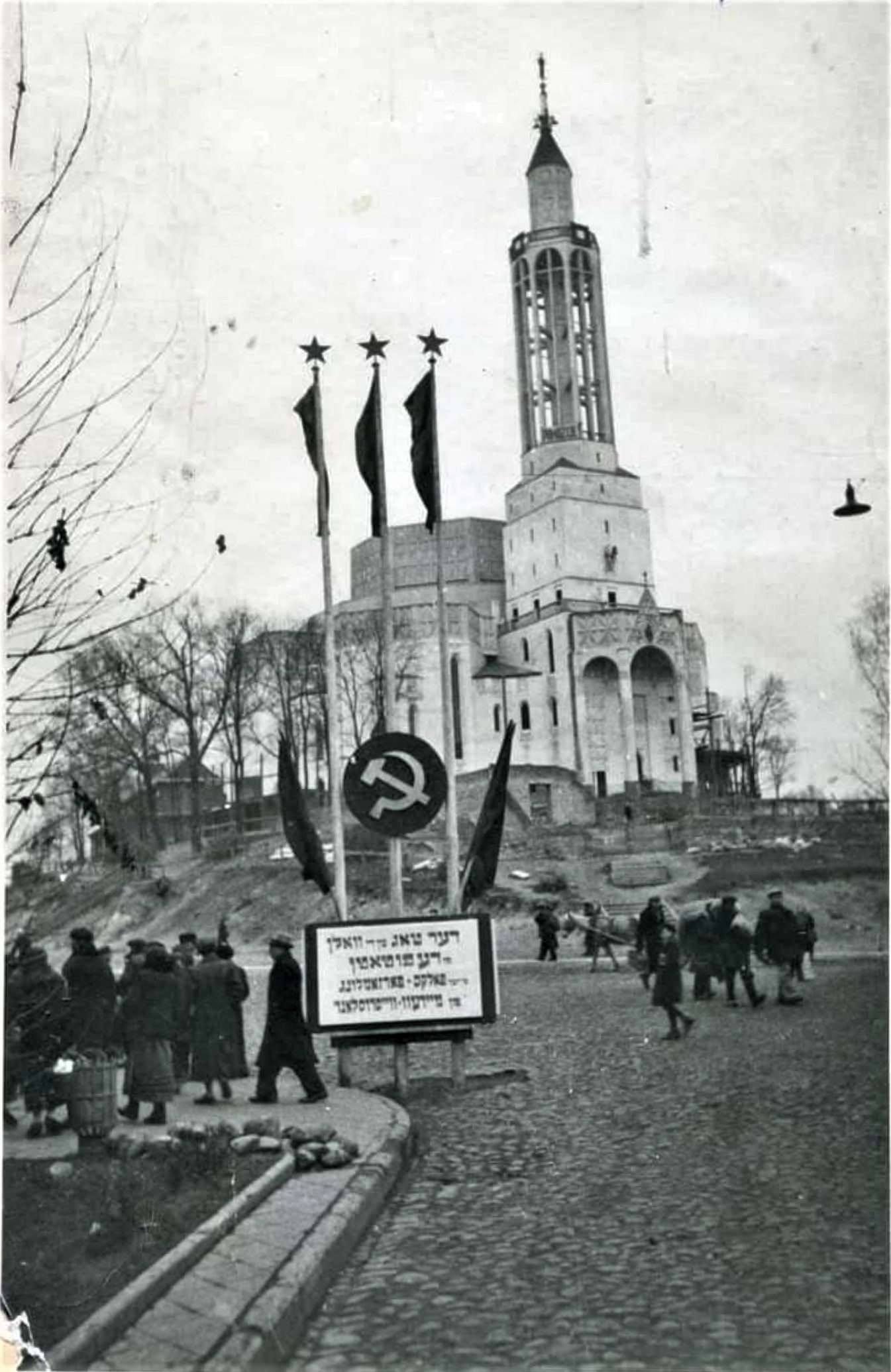
Białystok pod okupacją sowiecką (tablica przed bazyliką z napisami w jidysz: Dzień wyborów delegatów do Zgromadzenia Ludowego Zachodniej Białorusi, 1941

Prace budowlane rozpoczęto w 1927 roku finansując je prawie wyłącznie z darów wiernych. W chwili wybuchu II wojny światowej kościół był gotowy w stanie surowym, miał zamontowaną kopułę i ukończoną wieżę, którą wieńczył posąg Matki Boskiej. We wrześniu roku 1939 został na krótko zarekwirowany przez Niemców na koszary. W jego wieży urządzili punkt obserwacyjny. W czasie wojny w dalszym ciągu prowadzono prace budowlane. W 1941 rozpoczęto w kościele odprawianie nabożeństw. Prace budowlane zakończono w 1944 roku pod kierownictwem Stanisława Bukowskiego, a 18 VIII 1946 konsekrowano świątynię.
W październiku 2018 r. decyzją papieża Franciszka kościół został podniesiony do rangi bazyliki mniejszej. W tym samym roku, ze względu na wyjątkową rangę artystyczną, kościół wpisano na listę pomników historii w ramach akcji "100 Pomników Historii na stulecie odzyskania niepodległości".

## Architektura
Kościół zbudowany został w stylu modernistyczno-ekspresjonistycznym na planie ośmioboku i składa się z trzech stopniowo narastających brył. Pierwsza tworzy zasadniczy plan świątyni, drugą i trzecią stanowią ośmioboczne parawanowe attyki. Pierwotnym wezwaniem miała być Gwiazda Zaranna, która miała symbolizować jutrzenkę Niepodległości, dlatego Sosnowski użył w projekcie planu gwiazdy, którą następnie wykorzystał w innych elementach we wnętrzu (np. sklepienia).
Przy budowie korpusu kościoła oraz jego ażurowej wieży użyto żelbetu oraz zastosowano nową technologię, dzięki której osiągnięto efekt przestronności i lekkości wnętrza.
Część materiału pod budowę kościoła, a szczególnie pod budowę otaczającego go muru, pozyskano z rozbiórki białostockiego soboru Zmartwychwstania Pańskiego.

### Wieża
Całe gwiaździste założenie wieńczy wysoka na 78 m  wieża z kojarzącą się z katedrą w Kamieńcu Podolskim 3-metrową postacią Matki Boskiej (z 1936 r.), stojącą na piastowskiej koronie, wzorowanej na koronie króla Kazimierza Wielkiego (dodano wtedy wezwanie Królowej Korony Polskiej) i wiążącą się z Apokalipsą św. Jana [12:1].

### Wnętrze
Kryształowa struktura sklepień nawiązuje do miejscowych sklepień z XVI wieku w Łomży, Wiźnie, Supraślu i Wilnie.
Ołtarz główny wykonany został przez Antoniego Masłonia. W kościele znajdują się trzy rzeźby Stanisława Horno-Popławskiego: Chrystus w ołtarzu głównym, Matka Boska z Dzieciątkiem w ołtarzu zewnętrznym i Chrystus Dobry Pasterz na galerii dziedzińca.
Na suficie kościoła znajduje się witraż (rozeta) przedstawiający symbole św. Ducha i Ewangelistów (projekt Placydy Siedleckiej-Bukowskiej). Na lewo od ołtarza głównego mieści się ołtarz św. Antoniego oraz lewa kaplica boczna pw. św. Rocha. Z prawej strony ołtarza głównego umieszczono ołtarz Matki Boskiej Różańcowej, a za nim kaplicę Matki Boskiej Ostrobramskiej z kopią wileńskiego obrazu. We wnętrzu kaplicy znajduje się także kilka tablic upamiętniających żołnierzy polskich z pułków kresowych.

## Otoczenie

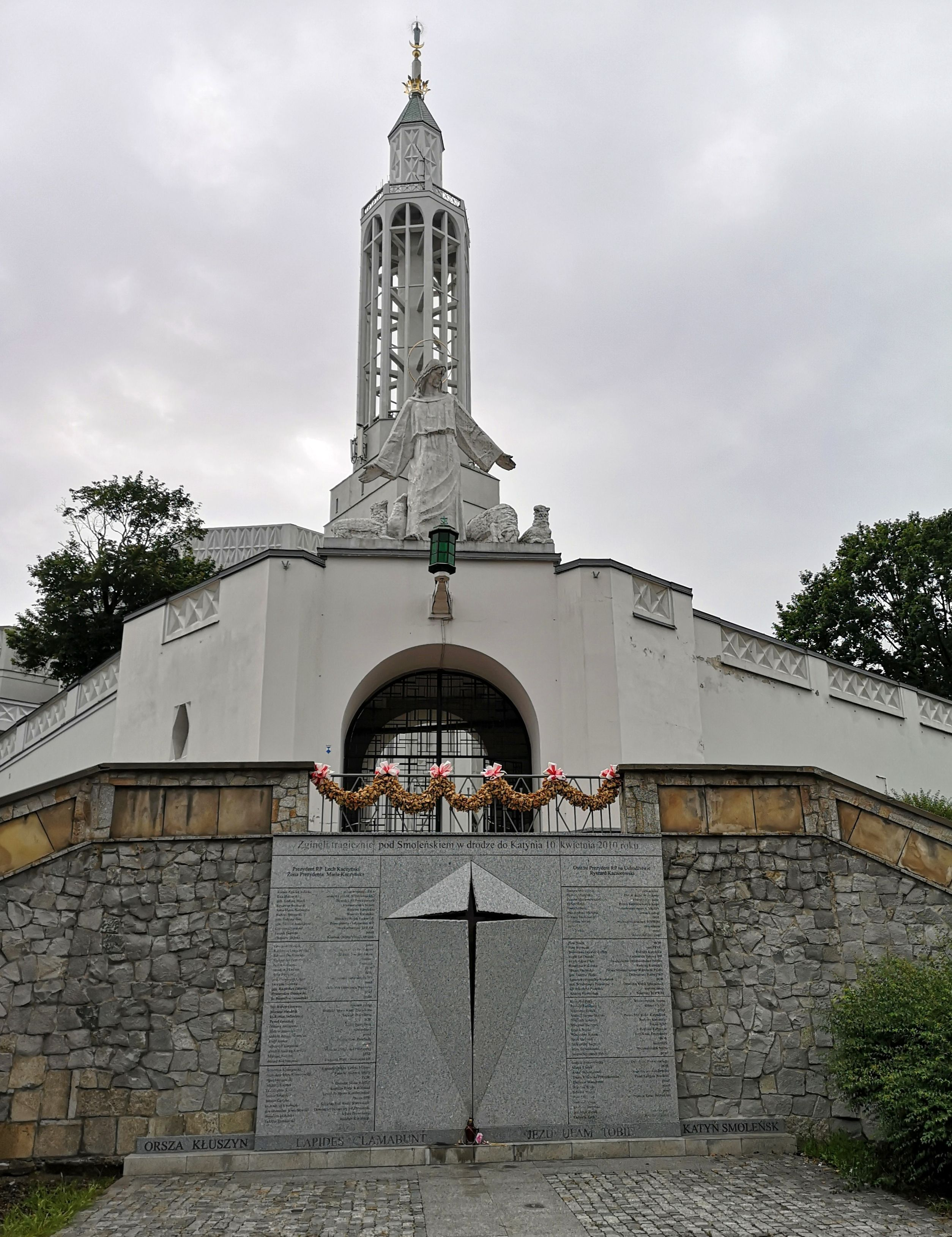
Pomnik smoleński

Obok kościoła stoi modernistyczna plebania zbudowana w latach 1929-1932 również według projektu Oskara Sosnowskiego.
Kościół jest otoczony murem (w planach były dwie kondygnacje) z 4 wieżyczkami narożnymi nawiązującymi do baszt obronnych, co miało symbolicznie łączyć całe założenie z typową dla Kresów kościelną architekturą obronną. W półkolistej szyi bramnej można doszukać się analogii do Ostrej Bramy w Wilnie.
16 stycznia 2011 przy kościele odsłonięto pomnik-tablicę ku czci ofiar katastrofy polskiego Tu-154 w Smoleńsku, wzniesiony z inicjatywy proboszcza parafii i społecznego komitetu.